# Головні розміри судна

Головні розміри: B — ширина, D — висота борту, T — осадка, ℄ — діаметральна площина, DWL — конструктивна ватерлінія
AP — кормовий перпендикуляр, FP — носовий перпендикуляр, L_{oa} — габаритна довжина, L_{pp} — довжина між перпендикулярами

Головні́ або основні́ ро́зміри корабля́ (судна) — сукупність конструктивних, розрахункових, найбільших та габаритних лінійних розмірів судна, що визначаються паралельно до основних координатних площин та характеризують довжину (L), ширину (В), осадку (Т) і висоту борту (Н).
Головні розміри визначають морехідні якості корабля (судна) і можливість його проведення у вузьких місцях (каналах, бухтах, протоках), шлюзах та на мілководді, а також, визначає можливість розташування на стапелі чи у корабельному доку.

## Основні визначення
Основні поняття, що використовуються далі обумовлюються ДСТУ 2355-94.
- Носовий перпендикуляр — вертикальна лінія у діаметральній площині, що проходить через точку перетину переднього краю форштевня з літньою вантажною ватерлінією або через крайню носову точку конструктивної ватерлінії корабля.
- Кормовий перпендикуляр — вертикальна лінія у діаметральній площині, що проходить через крайню кормову точку конструктивної ватерлінії; для суден — вертикальна лінія у діаметральній площині, що проходить через точку перетину площини літньої вантажної ватерлінії з кормовим краєм рудерпоста чи віссю балера стерна.
- Конструктивна ватерлінія (КВЛ або англ. DWL) — ватерлінія, яку беруть за основу побудови теоретичного кресленика і яка відповідає одержаній попереднім розрахунком повній водотоннажності судна та нормальній водотоннажності корабля.
- Верхня палуба — найвища палуба, безперервна на усій довжині.

## Види головних розмірів

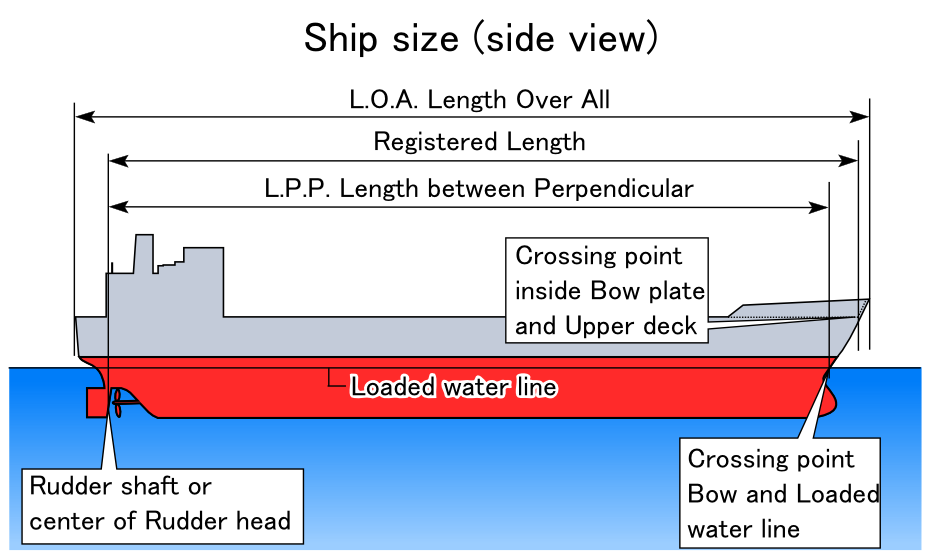
Габаритна довжина, реєстрова довжина, довжина між перпендикулярами

### Довжина
- Довжина між перпендикулярами (Lpp) — відстань між носовим і кормовим перпендикулярами.
- Довжина по конструктивній ватерлінії (Lwl) — відстань між точками перетину носової і кормової частин конструктивної ватерлінії з діаметральною площиною.
- Довжина по діючій ватерлінії — відстань між точками перетину носової і кормової частин діючої ватерлінії з діаметральною площиною судна.
- Довжина по розрахунковій ватерлінії — відстань між точками перетину носової і кормової частин розрахункової ватерлінії з діаметральною площиною.
- Довжина по літній вантажній лінії — відстань між точками перерізу носової і кормової частин літньої вантажної ватерлінії з діаметральною площиною.
- Найбільша довжина (Lmax) — відстань, виміряна у горизонтальній площині між крайніми точками теоретичної поверхні корпусу судна у носовій і кормовій частинах.
- Габаритна довжина (Loa) — відстань, виміряна у горизонтальній площині між крайніми точками носової і кормової кінцевих частин корпусу з урахуванням частин, які постійно стримлять.

Для підводних човнів додатково використовуються поняття:
- Довжина непроникного корпусу підводного човна — відстань між кінцевими поперечними перебірками (найчастіше кінцевих цистерн головного баласту).
- Довжина міцного корпусу — відстань між крайніми точками кінцевих перебірок міцного корпусу.

### Ширина
Ширина корабля — відстань між різними конструктивними точками корабля, розташованими на його правому і лівому бортах. Розрізняють найбільшу ширину, ширину по конструктивній ватерлінії, ширину по розрахунковій ватерлінії, ширину на мідель-шпангоуті, ширину по діючій ватерлінії, габаритну ширину та ширину по стабілізаторах (для підводних човнів):
- Найбільша ширина — Найбільша відстань, виміряна перпендикулярно до діаметральної площини між крайніми точками теоретичної поверхні корпусу судна
- Ширина по конструктивній ватерлінії — найбільша ширина конструктивної ватерлінії судна.
- Ширина по розрахунковій ватерлінії — найбільша ширина розрахункової ватерлінії судна
- Ширина на мідельшпангоуті (B) — ширина конструктивної ватерлінії на мідель-шпангоуті
- Ширина по діючій ватерлінії — найбільша ширина діючої ватерлінії судна
- Габаритна ширина (Bmax) — найбільша ширина корпусу з урахуванням частин, які постійно стримлять.

Під шириною підводного човна по стабілізаторах мають на увазі розмах стабілізаторів підводного човна між крайніми точками стабілізаторів.

### Осадка
Осадка у середній частині судна або просто осадка (T) — вертикальна відстань, виміряна між нижньою точкою на корпусі та розрахунковою ватерлінією на мідель-шпангоуті судна.
Розрізняють осадку носом, кормою і середню осадку:
- Кормова осадка (Tк) — вертикальна відстань, виміряна на кормовому перпендикулярі між нижньою точкою на корпусі та розрахунковою ватерлінією.
- Носова осадка (Tн) — вертикальна відстань, виміряна між нижньою точкою на корпусі та розрахунковою ватерлінією на носовому перпендикулярі.
- Середня осадка — середнє арифметичне значення кормової і носової осадки.

Крім того розрізняють осадки відносно інших видів ватерлінії крім розрахункової:
- Осадка по діючу ватерлінію — вертикальна відстань, виміряна у площині мідель-шпангоута від основної площини до площини діючої ватерлінії судна.
- Осадка по конструктивну ватерлінію — вертикальна відстань, виміряна у площині мідель-шпангоута від основної площини до площини конструктивної ватерлінії судна.
- Осадка по літню вантажну ватерлінію — вертикальна відстань, виміряна у площині мідель-шпангоута від основної площини до площини літньої вантажної ватерлінії.

### Висота борту
Висота борту (H) — вертикальна відстань, виміряна в площині мідель-шпангоута від основної площини до бортової лінії верхньої палуби судна — лінії перетину теоретичних поверхонь борту і верхньої палуби або їх продовження при заокругленому сполученні палуби з бортом.
Для підводного човна висота борту визначається як відстань по вертикалі між крайніми точками зовнішнього корпусу в районі мідель-шпангоута, але без вказування висоти огорожі рубки.

## Похідні характеристики
Різниця між висотою борту Н і осадкою Т визначає висоту F надводного борту судна. Мінімальна висота надводного борту регламентується Міжнародними правилами про вантажну марку або за умовами забезпечення непотоплюваності. Її значення наносять на борту судна у вигляді вантажної марки.
Співвідношення головних розмірів дають уявлення про форму корпусу судна і про його потенційні можливості щодо забезпечення деяких важливих експлуатаційних якостей. Наприклад, збільшення відношення L/B сприяє поліпшенню ходових якостей судна. Однак це справедливо лише для водотоннажних суден, для суден на підводних крилах та суден на повітряній подушці вигіднішими є малі значення L/B.
Відношення L/H визначає умови загальної поздовжньої міцності судна. У суден з малими значеннями L/H легше забезпечити поздовжню міцність і домогтися мінімальної маси корпусних конструкцій. Тому правила побудови суден можуть обмежувати верхні допустимі значення L/H.
Великі значення відношень В/Т підвищують остійність судна, але ускладнюють досягнення плавної хитавиці. Співвідношення Н/Т впливає на непотоплюваність і вантажомісткість судна, забезпечення яких полегшується при збільшенні цього відношення. Відношення L/T характеризує повороткість судна, яка покращується із зменшенням цього відношення.